# Teatro Municipal de Pisagua
El Teatro Municipal de Pisagua es un teatro construido en 1892 y ubicado en Pisagua, comuna de Huara, Provincia del Tamarugal, Región de Tarapacá, Chile. Fue declarado Monumento Nacional de Chile, en la categoría de Monumento Histórico, mediante el Decreto Supremo n.º 746, del 5 de octubre de 1977. Se fijaron los límites para este y otros monumentos por medio del Decreto Exento n.º 466 del 6 de febrero de 2008.

## Historia

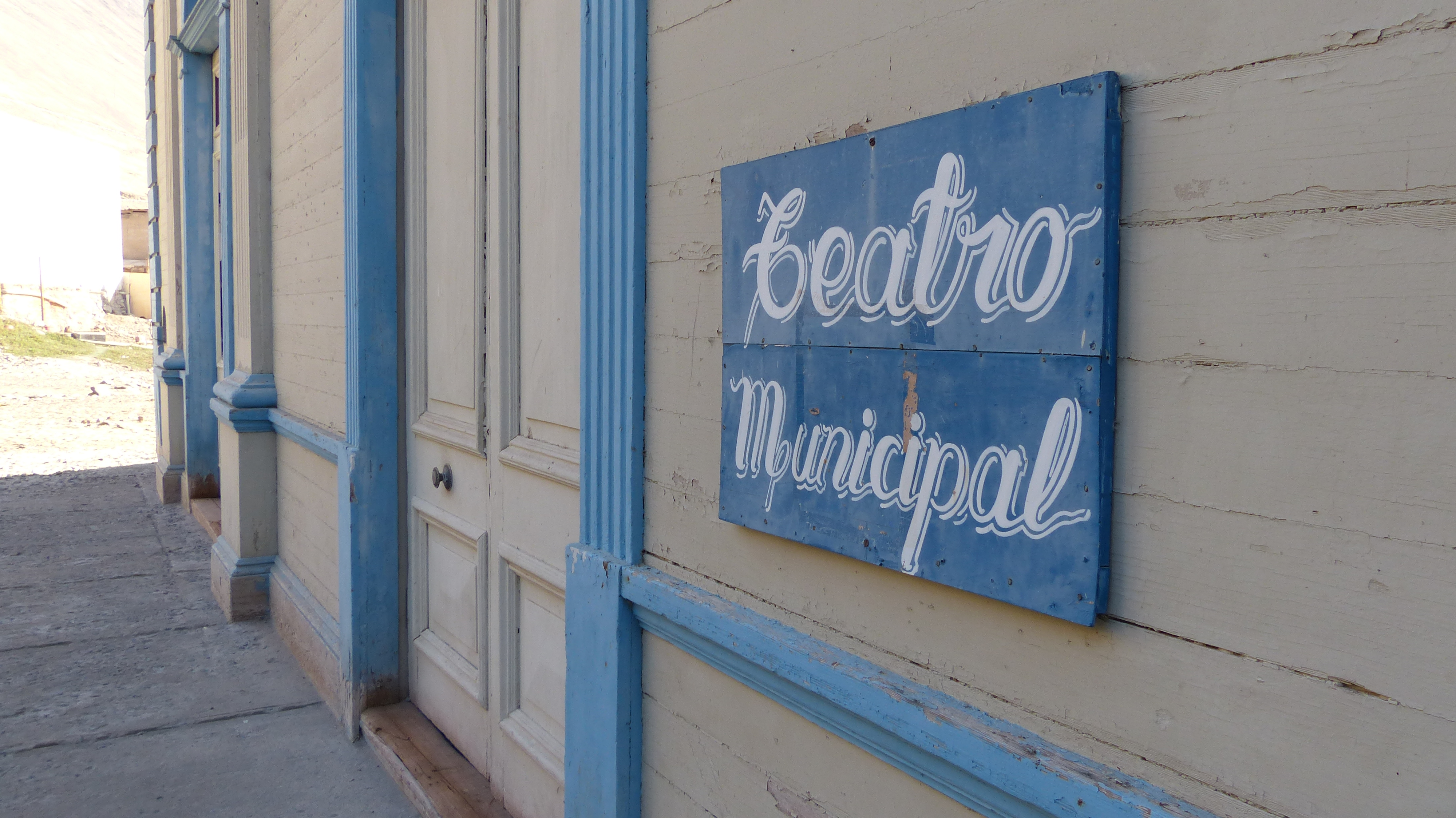
Entrada al Teatro Municipal de Pisagua, con el letrero que indica su nombre

El Teatro Municipal de Pisagua «cumplió un rol muy importante» en la vida de los reos de la otrora Cárcel Pública de Pisagua —ahora también Monumento Histórico y de propiedad privada—, los cuales asistían frecuentemente para realizar presentaciones teatrales o musicales.
Hacia el año 1990, el teatro se encontraba en un estado de conservación deficiente y en desuso. En los años 2000, la edificación manifestaba serios daños, causados mayormente por la acción del tiempo, las condiciones ambientales del lugar, su cercanía con el mar y los sismos ocurridos en 1987, 2001 y 2005. Una primera restauración del interior se hizo en 2002. Posteriormente, la Dirección Regional de Arquitectura del Ministerio de Obras Públicas de Chile se encargó de su restauración, cuyo diseño de recuperación fue entregado en marzo de 2013.

## Arquitectura

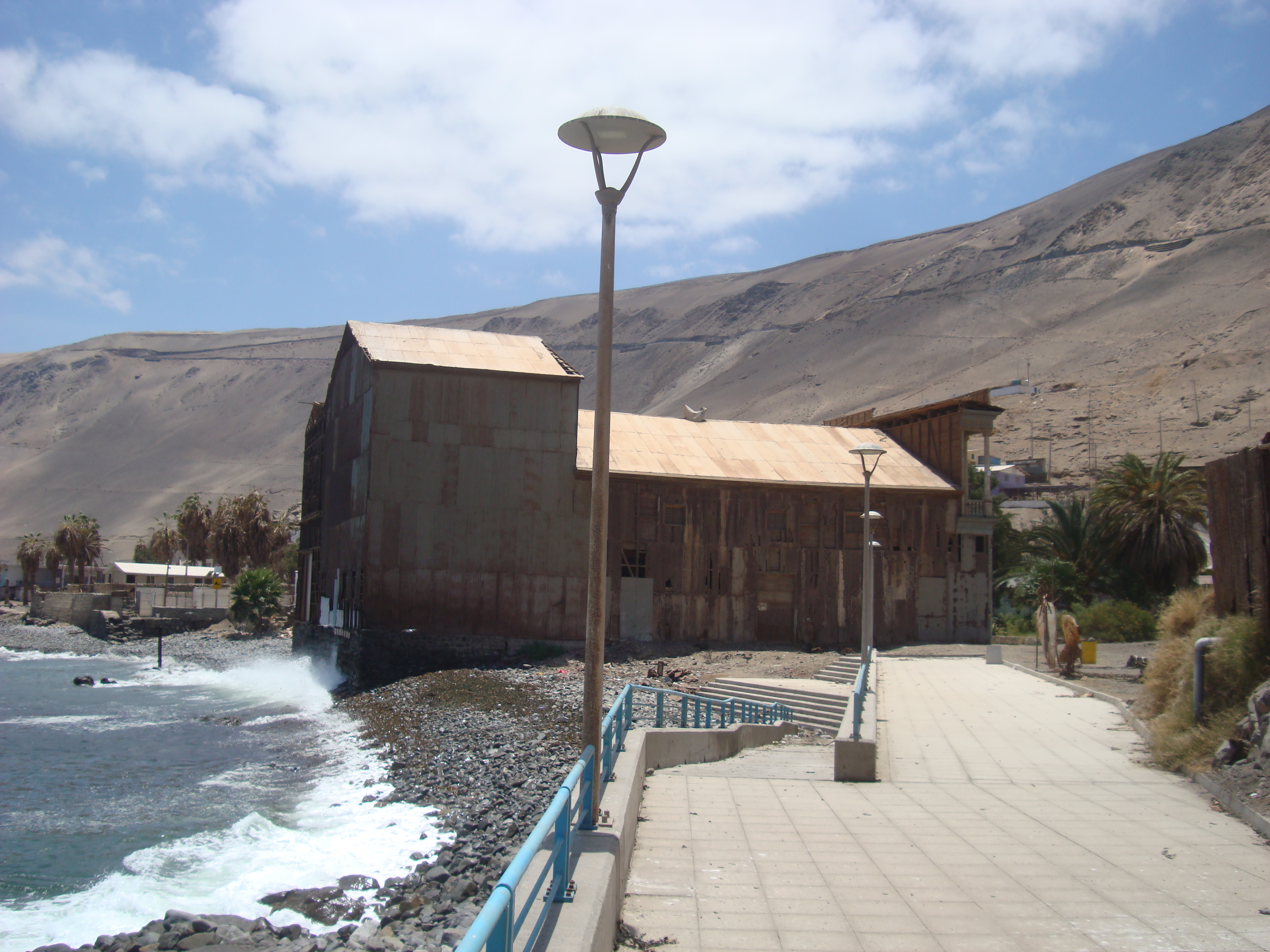
Situación del teatro en Pisagua

El edificio se construyó en madera utilizando la técnica de balloon frame, dándole la espalda al mar y abriéndose hacia la plaza. Su fachada cuenta con un estilo neoclásico, conformada por pilastras y columnas acanaladas, capiteles, balaustres, arcos de medio punto, frontones triangulares y almohadillados.
El polígono protegido, tras la fija de límites del año 2008, tiene una superficie de 1180,12 m³.

## Interior

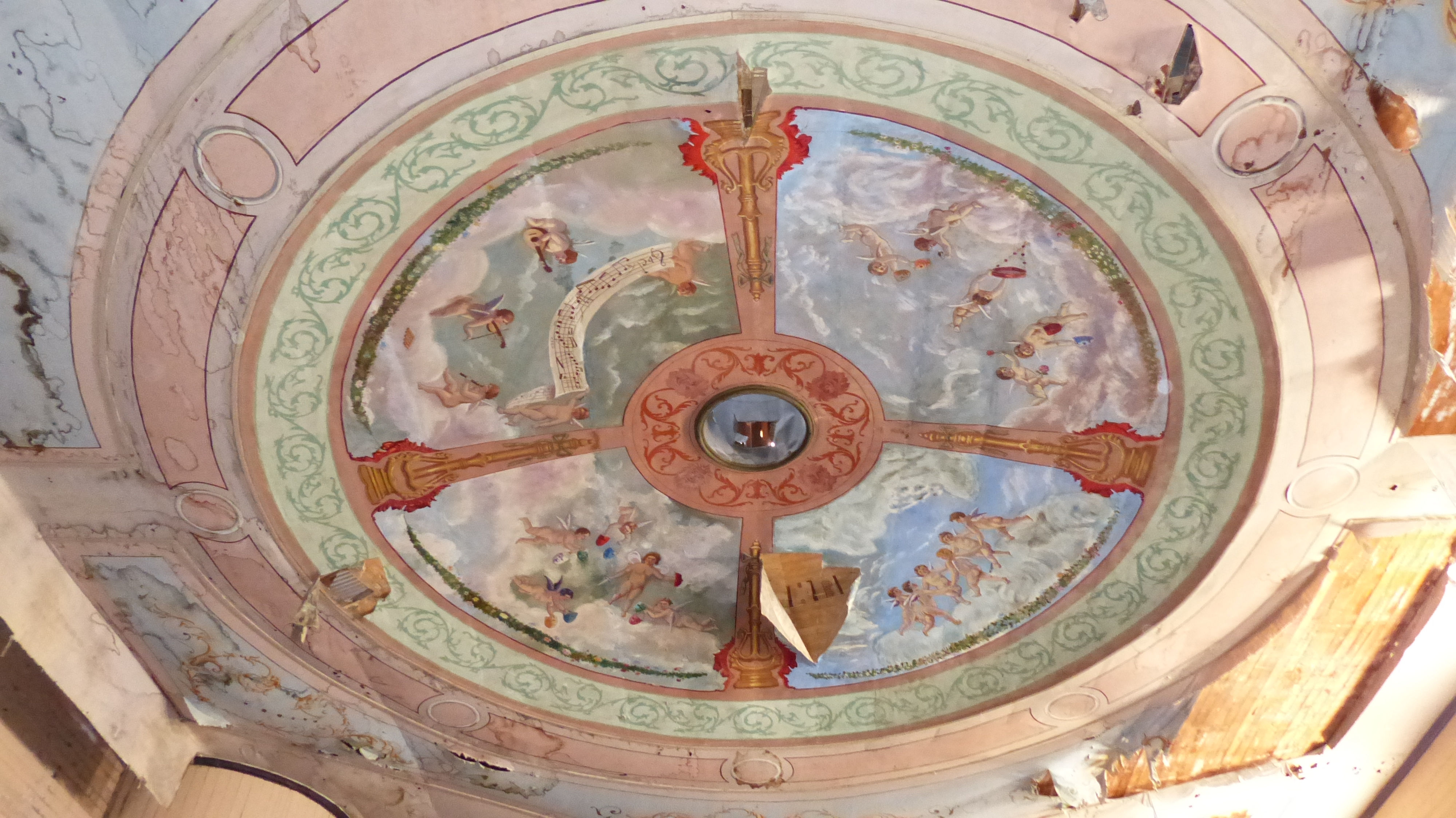
Techo del teatro, obra de Sixto Rojas Acosta

El teatro está dividido en tres secciones: la planta baja, el mercado y las antiguas oficinas municipales de la segunda planta. En el primer sector, se ubica el teatro propiamente dicho; en el segundo, localizado a la derecha, se encuentra el mercado; y en la tercera parte, en el segundo piso, se pueden hallar las antiguas oficinas municipales.
Los interiores del teatro fueron decorados a mediados de 1916 por el pintor y sindicalista chileno Sixto Rojas Acosta. El cielo de la Sala Mayor fue decorado con querubines representando la danza, el teatro, la pintura y la música, tal y como ya había hecho el artista años antes en el Teatro Municipal de Iquique. Este techo fue restaurado por el mismo artista entre fines de 1938 y 1939 gracias a gestiones del alcalde de la época, Miguel Torres Campos.
|           |
| escenario |

|        |
| gradas |